# Mont Michael
Pour les articles homonymes, voir Michael.
Le mont Michael, en anglais Mount Michael, est un volcan situé dans les îles Sandwich du Sud et constituant le point culminant de l'île Saunders avec 990 mètres d'altitude.
D'un diamètre de 700 m, son cratère abrite l'un des huit lacs de lave persistants connus au monde. Sa dernière éruption a commencé le 12 novembre 2014.